# كليفورد كونينغهام
كليفورد كونينغهام هو عالم فلك كندي، ولد في 1955.